# 青衣北岸公路
青衣北岸公路（英語：Tsing Yi North Coastal Road），是一條位於香港新界青衣的快速道路。公路始於東面的青荃橋，並如其名，穿過青衣島的北岸，終於西面與香港幹線編號系統中的3號和8號幹線的一個只准靠左入、靠左出交流道；東西兩端相距2.2公里。公路在1998年規劃興建，以分流來往大嶼山的車流，始建於1999年，並在2002年2月通車。

## 簡介
全長2.2公里的青衣北岸公路始於青馬管制區的邊界，即担杆山路之東端和青荃路之西端。公路往西延伸，並與設有隔音屏的出入口交匯。公路然後經過多座座落於青衣北部的高架橋，而那些高架橋的南邊和北邊分別是山脈和海岸線。公路在其東端以西約1.4公里的一段經過担杆山路附近的一家船廠和一家水泥廠。公路之西行綫通往前往船廠和水泥廠的出口，而從担杆山路進入公路的入口則通往公路的東行綫。公路繼續向西延伸，並終於位於青嶼幹線訪客中心附近的一個只准靠左入、靠左出交匯處，而該交匯處連接3號幹線和8號幹線。
2019年，此公路自担杆山交匯處至通往担杆山路的出入口的路段的年平均每日交通流量為22720車輛架次（預測），而自担杆山交匯處至青荃路的路段的年平均每日交通流量則為14270車輛架次。該兩段路段分別由香港運輸署界定為「主要幹路」（Primary Distributor, PD）及「區域幹路」（District Distributor, DD）。

## 歷史
此公路在1996年左右已有興建計劃，而此公路也是青馬管制區——一個設有特殊管理的公路區域——的一部分。此公路旨在分流大量途經青衣的交通（尤其是來往香港國際機場與大嶼山發展區的交通）而興建。此工程項目包括興建公路本身以及車輛出入口、行人路、公路週邊的隔音屏、監視系統，以及位於青衣的保養中心。路政署在1998年10月進行招標後，於1999年2月正式與金門建築簽署了一份價值7.756億港元的合同，而工程則在簽署合同的一個月之後開始動工，同年6月25日獲香港特別行政區政府刊憲命名。
在施工期間，為防止空氣污染，道路、車輛，以及其他相關地方皆被噴水，以減少塵埃吹離工地。工程中建造了很多高架道路、路堤和擋土牆，而有一組牆壁因為地基受損而被替換。在運輸署與ABB工業及建築系統有限公司簽署合同後，2000年11月，一套全新的交通管制系統開始建造。時任政務司司長曾蔭權在2002年2月1日主持了公路的竣工典禮，而公路在翌日正式通車。公路上的行車速度在通車時被限制為最多70公里每小時。

## 主要交匯處
整段公路皆位於葵青區。
| 位置 | 距離（公里） | 目的地                                   | 附註                                   |
| ---- | ------------ | ---------------------------------------- | -------------------------------------- |
| 青衣 | 0.0          | 青荃路                                   | 道路繼續向東延伸，作為青荃路的一部分。 |
| 青衣 | 0.0–0.5      | 担杆山路、青敬路、青荃路、楓樹窩路（杆山交匯處） | 迴旋處                                 |
| 青衣 | 0.6–1.0      |                                          | 只限往返東行線                         |
| 石環 | 2.2          | 3號幹線往長青公路／ 8號幹線往青嶼幹線    | 只准靠左入、靠左出                     |

## 圖冊

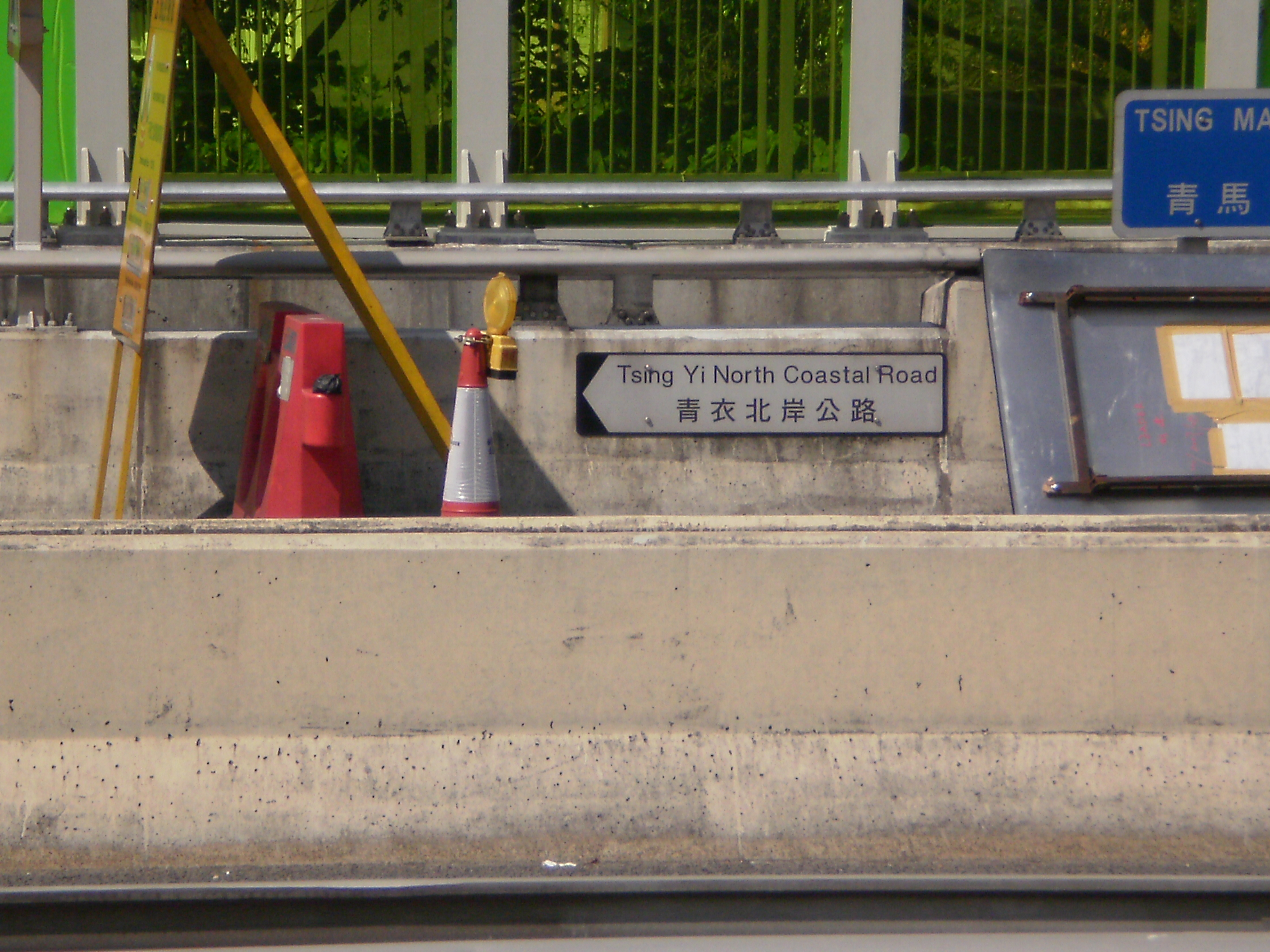
青衣北岸公路的街道標示牌（英语：Street name sign）
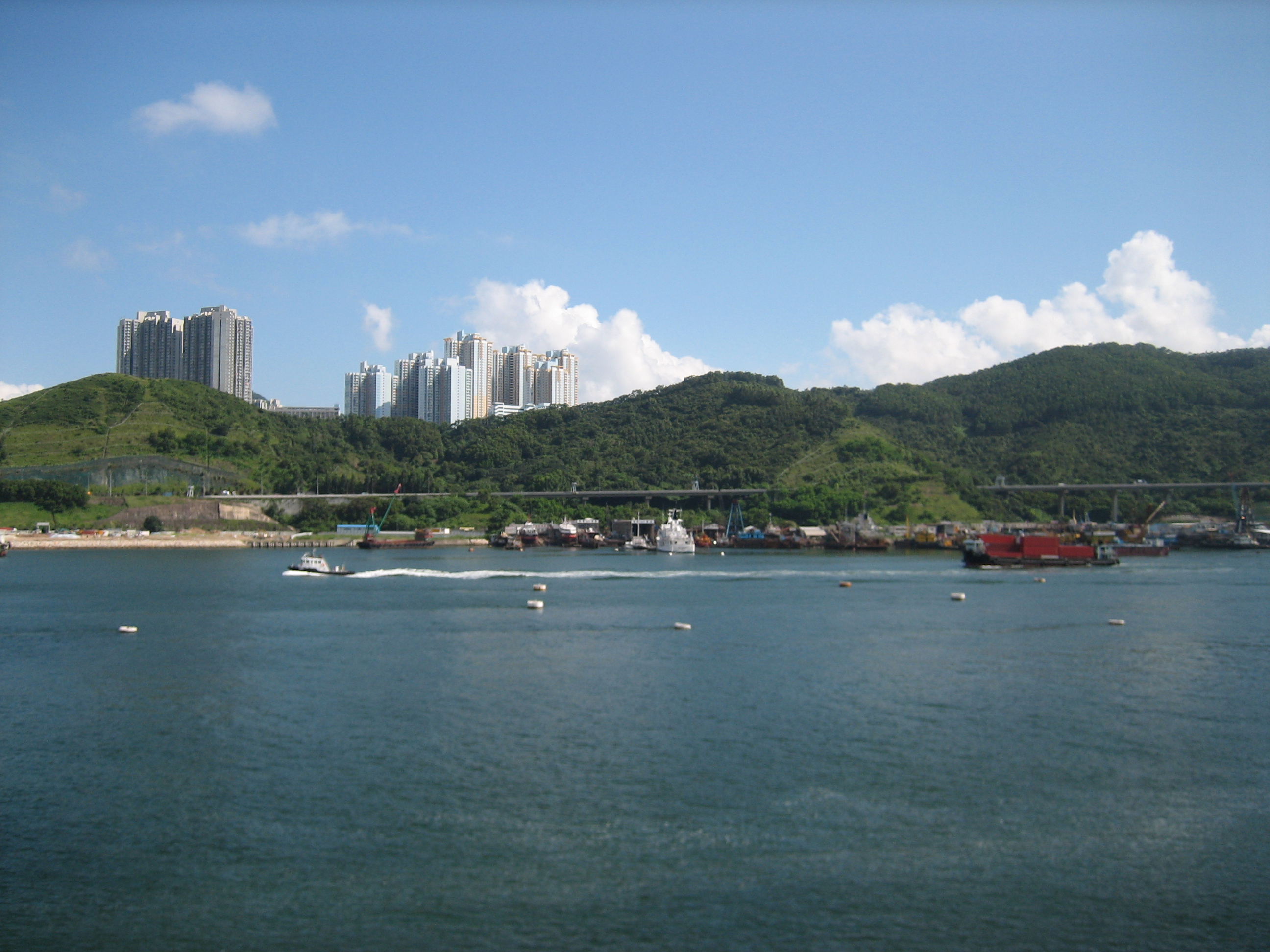
由荃灣海岸線望向青衣北岸公路
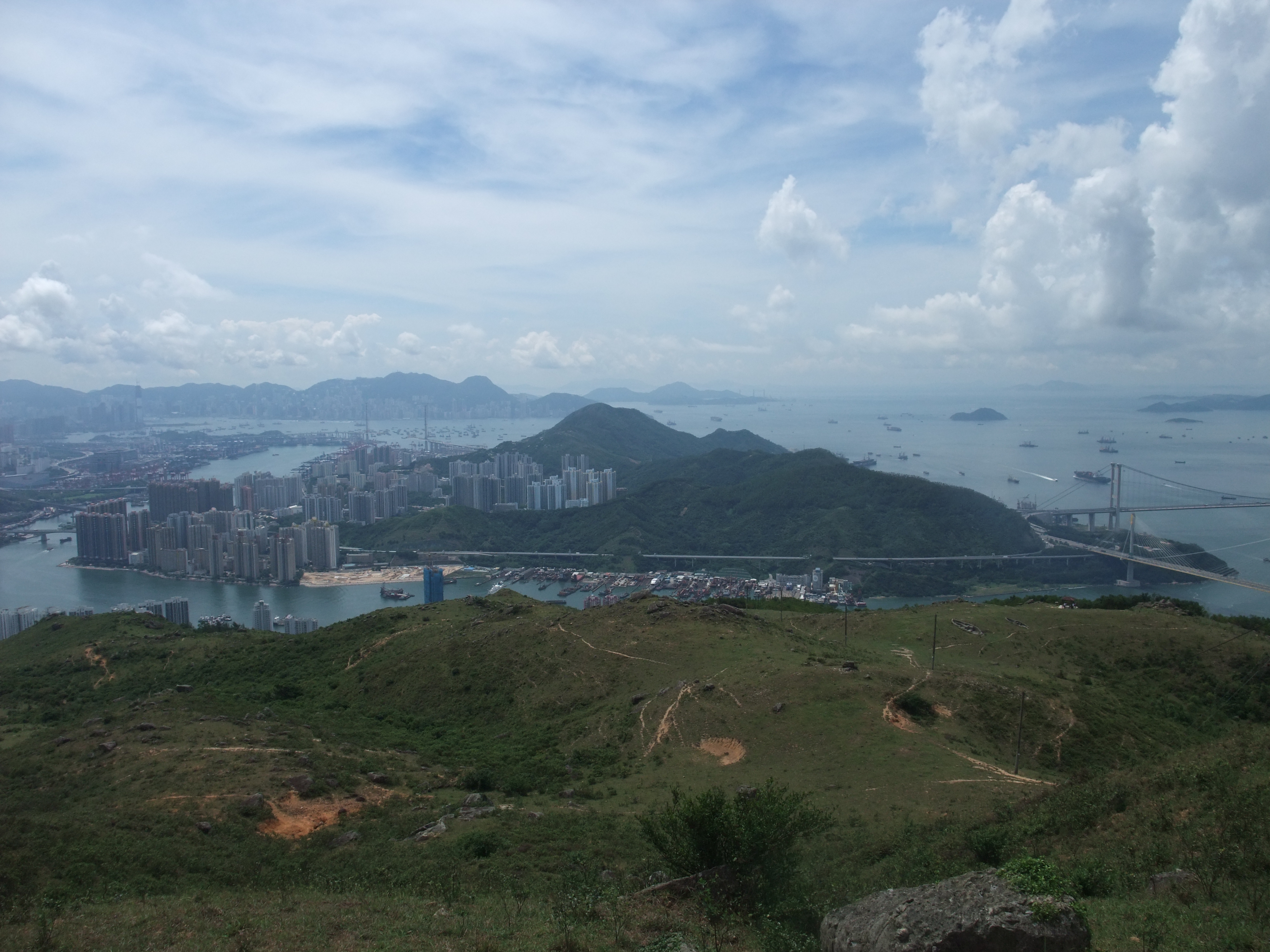
青衣北岸公路完整外觀

## 外部連結
- 青衣北岸公路環境影響評估 （页面存档备份，存于）

| 论 编 | 青馬管制區 |  |
| |            |  |
| 3號幹線：青朗公路（只限汀九橋部分） - 青衣西北交匯處 - 長青公路 - 長青隧道 - 青葵公路 8號幹線：北大嶼山公路（只限欣澳以東部分）- 青嶼幹線（包括汲水門大橋、馬灣高架道路、青馬大橋） 其他道路：馬灣路、青衣北岸公路 |            |  |